# トランビレーノ
トランビレーノ（イタリア語: Trambileno）は、イタリア共和国トレンティーノ＝アルト・アディジェ州トレント自治県にある、人口約1,500人の基礎自治体（コムーネ）。

## 地理

### 位置・広がり
トレント自治県南部、ヴァッラガリーナに位置するコムーネ。ロヴェレートから南東へ4km、県都トレントから南へ23kmの距離にある。

### 隣接コムーネ
隣接するコムーネは以下の通り。括弧内のVIはヴィチェンツァ県所属を示す。
- ポージナ (VI)
- ロヴェレート
- テッラニョーロ
- ヴァッラルサ
- ヴァッリ・デル・パズービオ (VI)

## 行政

### 分離集落
トランビレーノには、以下の分離集落（フラツィオーネ）がある。
- Acheni, Boccaldo, Ca' Bianca, Clocchi, Dosso, Giazzera, Lesi, Moscheri (sede comunale), Porte, Pozza, Pozzacchio, Rocchi, San Colombano, Sega, Spino, Toldo, Vanza, Vignala

### Comunita di valle
トレント自治県が設置した広域行政組織 Comunita di valle 「ヴァッラガリーナ」 (it:Comunita della Vallagarina)  （事務所所在地: ロヴェレート）に属する。

## 文化・観光
エレモ・サン・コロンバーノ修道院
エレモ・サン・コロンバーノ修道院 (it:Eremo di San Colombano) は、「サン・コロンバーノの隠れ家」を意味する修道院で、「サン・コロンバーノ岩窟教会」などとも訳して紹介される。名前は、聖コロンバーノがこの地で竜を退治したという伝説に由来する。トランビレーノの集落から北西に1.6kmほど離れた、レーノ川 (it:Leno (torrente)) に面した断崖に位置している。

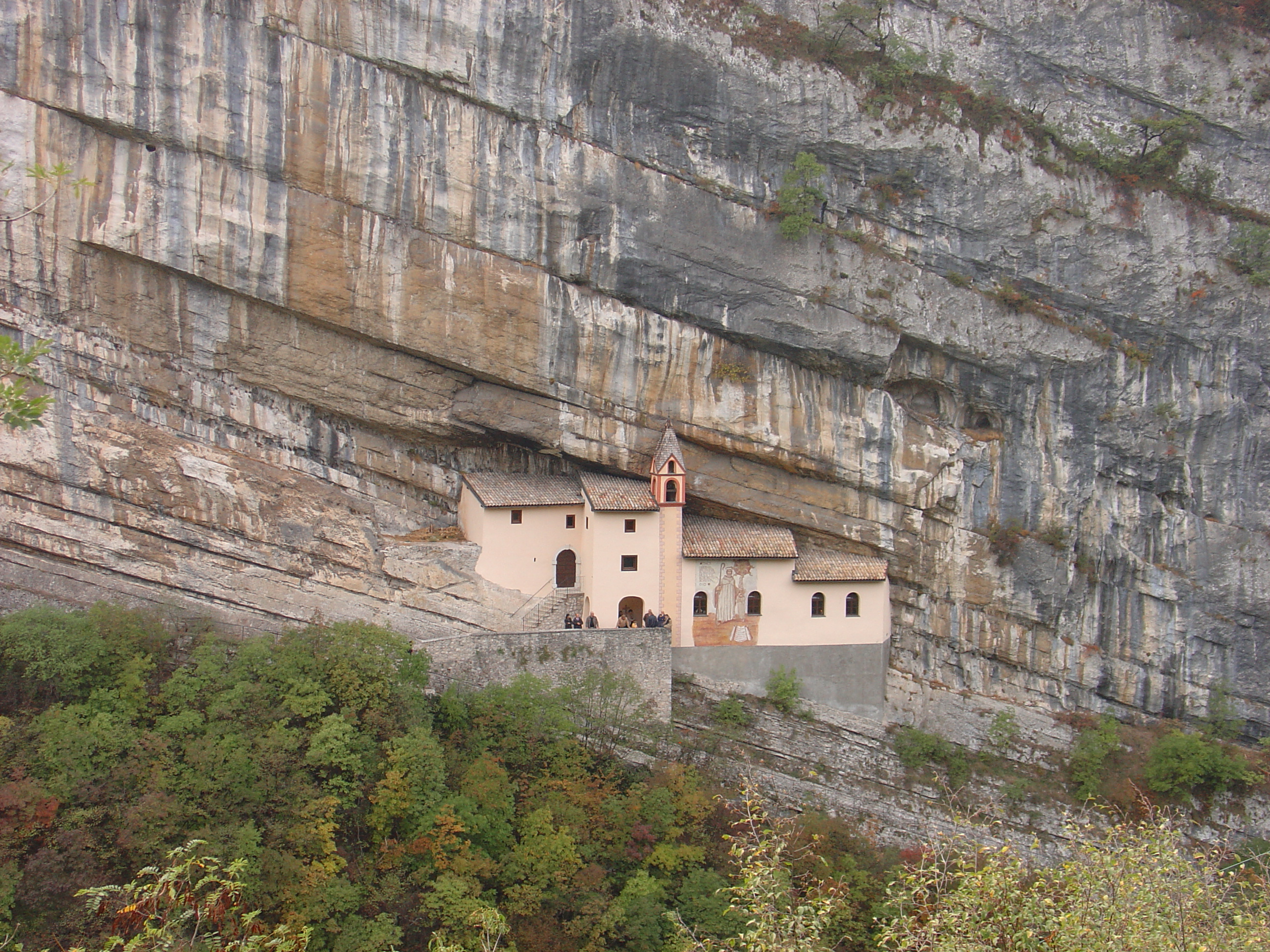
サン・コロンバーノ岩窟教会

## 姉妹都市
- Bento Gonçalves、ブラジル 2007年